# 로맨스가 필요해 2012
《로맨스가 필요해 2012》는 2012년 6월 20일부터 2012년 8월 9일까지 tvN에서 방송된 대한민국의 텔레비전 드라마이다. 만남과 헤어짐을 반복한 오래된 연인의 이야기와 33살 동갑내기 세 친구들의 일과 사랑, 우정 등을 그린 16부작 로맨틱 코미디 드라마이다.

## 등장 인물

### 주요 인물
- 정유미 : 주열매(33세) 역 (아역: 손세린) - 작곡가이자 음악감독
- 이진욱 : 윤석현(34세) 역 (아역: 이현준) - 시나리오 작가
- 김지석 : 신지훈(31세) 역 - 카페 의자 대표
- 김지우 : 선재경(33세) 역 - 슈즈 디자이너
- 강예솔 : 우지희(33세) 역 - 영화관 CGV 부매니저

### 주변 인물
- 김예원 : 강나현(25세) 역 - 시나리오 작가
- 인교진 : 한정민(33세) 역 - 재경의 어시스턴트
- 공정환 : 이장우(35세) 역 - 아나운서, 재경의 남편
- 승재 : 김태우(34세) 역 - CGV 점장
- 김정욱 : 강호준(34세) 역 - 소아과 전문의, 재희의 남자친구 (특별출연)

### 그 외 인물
- 이가은 : 미주 역 - 영화관 'CGV'의 직원
- 유겸 : 유겸 역 - 지훈의 카페 직원
- 황은수 : 인터뷰 하는 기자 역
- 김나연 : 결혼정보회사 직원 역
- 이중렬 : 스쿠터 고치는 사장 역
- 오순태 : 열매의 두번째 맞선남 역
- 민정현
- 라세 린드 : 라이브카페 가수 역
- 백은경 : 마트 직원 역
- 김기준 : 박 의원 역
- 육미라 : 박 의원의 부인 역
- 한그림 : 이장우의 불륜녀 역
- 이미경
- 오창훈 : 레코드가게 직원 역
- 강민정 : 인터뷰 하는 기자 역
- 오기영 : 경찰 역
- 서진욱 : 엄 대표 역
- 윤예인 : 식당 직원 역
- 윤민수 : 시나리오 회사 직원 역
- 구본임 : B사감 선생님/수녀 역
- 진영범
- 김은지
- 이준희 : 기자 역
- 김나연
- 민정섭
- 김선은 : 기자 역
- 서정주 : 기자 역
- 정세형 : 기자 역
- 원종선
- 정동규 : 판사 역
- 이장미 : 선재경의 회사 직원 역
- 이미경
- 김준우 : 열매의 전 남자친구 역
- 이가령[1] : 석현의 전 여자친구 역
- 서보익 : 열매의 전 남자친구 역
- 조현진
- 김수민
- 민아령 : 구두매장 직원 역
- 박미숙 : 재경을 뒷담화 하는 여자 역
- 조성희 : 재경을 뒷담화 하는 남자 역
- 이승찬
- 최한나 : 악세서리 판매하는 여자 역
- 최민금 : 감자탕집 사장 역
- 김현정 : 속옷매장 직원 역
- 김세아
- 최용선
- 김유안 : 와인매장 직원 역
- 오희준
- 김광인 : 의사 역
- 김기연
- 장재홍 : 기자 역
- 김기덕
- 권정현
- 한그림
- 오지후 : 인터뷰 하는 기자 역
- 김효진 : 석현의 어머니 역
- 이금주 : 지훈의 어머니 역
- 백수련 : 열매의 외할머니 역
- 정석규 : 물류창고 직원 역
- 권은수 : 재경을 인터뷰 하는 여자 역
- 임일규 : 동물병원 의사 역
- 정수인 : 지훈의 카페 알바생 역
- 장가현 : 재경을 스카웃 하려는 여자 역
- 한여울

### 아역
- 위현태 : 보육원에 있는 아이 역

### 우정출연
- 정겨운 : 김한섭 역 - 열매의 첫번째 맞선남이자 전 남자친구 (1회)

### 특별출연
- 로맨틱펀치 : 가수 역 (1~2회)
- 윤성호 : 바바리맨 역 (4회)
- 강유미 : 무속인 역 (7회)
- 강신철 : 열매의 전 남자친구 역 (8회)
- 하연주 : 석현의 전 여자친구 역 (8회)
- 최송현 : 강현주 역 - 김태우의 전 여자친구 (9회)
- 김형민 : 김덕수 역 - 지희의 전 남자친구 (9회)
- 리싸 : 가수 역 (9~10회)
- 다운헬 : 가수 역 (10회, 12~13회)
- 김새론 : 윤기현 역 - 석현의 여동생 (12~13회)

## 에피소드 목록
| 회차 | 방송일          |
| ---- | --------------- |
| E01  | 2012년 6월 20일 |
| E02  | 2012년 6월 21일 |
| E03  | 2012년 6월 27일 |
| E04  | 2012년 6월 28일 |
| E05  | 2012년 7월 4일  |
| E06  | 2012년 7월 5일  |
| E07  | 2012년 7월 11일 |
| E08  | 2012년 7월 12일 |
| E09  | 2012년 7월 18일 |
| E10  | 2012년 7월 19일 |
| E11  | 2012년 7월 25일 |
| E12  | 2012년 7월 26일 |
| E13  | 2012년 8월 1일  |
| E14  | 2012년 8월 2일  |
| E15  | 2012년 8월 8일  |
| E16  | 2012년 8월 9일  |

## 제작진
- 연　출 : 이정효, 장영우
- 조연출 : 정진철, 조남형
- 극　본 : 정현정

## OST
- Only U - 10cm
- I Could Give You Love - Lasse Lindh
- 그댄 내꺼예요 - 페이지
- 혹시라도 들릴까봐 - leeSA
- 칵테일사랑 - 옥상달빛